# Liste der Kulturgüter in Studen
Die Liste der Kulturgüter in Studen enthält alle Objekte in der Gemeinde Studen im Kanton Bern, die gemäss der Haager Konvention zum Schutz von Kulturgut bei bewaffneten Konflikten, dem Bundesgesetz vom 20. Juni 2014 über den Schutz der Kulturgüter bei bewaffneten Konflikten sowie der Verordnung vom 29. Oktober 2014 über den Schutz der Kulturgüter bei bewaffneten Konflikten unter Schutz stehen.
Objekte der Kategorien A und B sind vollständig in der Liste enthalten, Objekte der Kategorie C fehlen zurzeit (Stand: 17. April 2024). Unter übrige Baudenkmäler sind geschützte Objekte zu finden, die im Bauinventar des Kantons Bern als «schützenswert» verzeichnet sind.

## Kulturgüter
| Foto |                                                                          | Objekt                                                     | Kat. | Typ | Standort                   | Beschreibung |
| ---- | ------------------------------------------------------------------------ | ---------------------------------------------------------- | ---- | --- | -------------------------- | --- |
| ja   | Datei hochladen · Wikidata zu Vicus Petinesca (Q689722)                  | Petinesca, römischer Vicus mit Tempelbezirk KGS-Nr.: 01247 | A    | F   | Keltenweg 588857 / 217949  | Kurz nach 58 v. Chr. angelegte und bis um 380 n. Chr. besetzte römische Militärstation, am Südfuss des Jensbergs an der Route zwischen Aventicum und Augusta Raurica gelegen. Erste Grabungen in den 1830er Jahren. Konserviert sind die Reste eines Tempelbezirks und einer Toranlage. Neue Ausgrabungen förderten ein Handwerkerviertel, ein Gräberfeld und drei Ziehbrunnen zutage. |
| BW   | Datei hochladen · Wikidata zu Studenberg, keltisches Oppidum (Q29675362) | Keltisches Oppidum KGS-Nr.: 01248                          | B    | F   | Studenberg 588173 / 217517 | Befestigte Höhensiedlung der Kelten bzw. der Galloromanen auf dem Jensberg, die von 2. Jahrhundert v. Chr. bis in die Spätantike existierte. Ein weiterer Dorfteil existierte ab dem 1. Jahrhundert n. Chr. an der Strasse Aventicum–Augusta Raurica bei einer Kiesgrube. |

## Übrige Baudenkmäler
Hinweis: Anstelle der KGS-Nummer wird als Objekt-Identifikator (ID) die Grundstücksnummer verwendet.
| ID  | Foto |                 | Objekt                           | Typ | Standort                        | Beschreibung |
| --- | ---- | --------------- | -------------------------------- | --- | ------------------------------- | ------------ |
| 649 | BW   | Datei hochladen | Fabrikgebäude Saner AG (1969/70) | G   | Gouchertweg 1 589569 / 217543   |              |
| 926 | BW   | Datei hochladen | Bauernhaus (1845)                | G   | Seilerweg 15 589267 / 218566    |              |
| 960 | BW   | Datei hochladen | Primarschulhaus (1911/12)        | G   | Hauptstrasse 53 589462 / 218356 |              |